# Orbit@home
Orbit@home è un progetto di calcolo distribuito che usa la ricostruzione e simulazione orbitale per valutare i danni di un eventuale impatto sulla Terra degli oggetti vicini alla Terra.

## Stato del progetto
Orbit@home a gennaio 2008 è ancora in fase di beta privata. La creazione di nuovi account è stata disabilitata per gestire meglio la fase precedente al testing.
Il 16 febbraio 2013 il progetto è stato sospeso per mancanza di fondi.

## Software
La parte di calcolo è svolta da un software che utilizza la struttura del Berkeley Open Infrastructure for Network Computing e sono disponibili applicazioni per GNU/Linux e Microsoft Windows. 